# Albanski parlament
Kuvendi i Shqipërisë je parlament Republike Albanije. Najviše je zakonodavno tijelo te države.
Ima 140 zastupnika, koji se biraju na izborima za razdoblje naredne četiri godine.

## Vanjske poveznice
- Službene stranice